# Cenestesia
La cenestesia (del griego κοινός /koinós/ "común" y αἴσθησις /aísthesis/ "sensación", "sensación en común") es la denominación dada al conjunto vago de sensaciones que un individuo posee de su cuerpo. Estas sensaciones están relacionadas principalmente con la interiocepción, proporcionadas por sus órganos internos y en las cuales no intervienen los sentidos del tacto, del olfato, del oído, ni de la vista. Por tanto, también puede definirse como la sensación general de la existencia del propio cuerpo, no ubica las partes del cuerpo. 
Existe un cuadro de Alberto López Claro (Claudio Lantier), El hombre (problema de cenestesia), óleo sobre tabla - 1,05 x 0,74 m - (aprox. de 1945), relacionado con el término.